# Яцковичі (Мядельський район, Княгининська сільська рада)
Яцковичі (біл. вёска Яцкавічы) — село в складі Мядельського району Мінської області, Білорусь. Село підпорядковане Княгининській сільській раді, розташоване в північній частині області.

## Історія
У 1921–1945 роках село знаходилось у Польщі, у Вільнюськім воєводстві, Вілейського повіту, у гміні Костеневичі.

## Населення
- 1866 рік — 92 людини, 11 будинків[1]
- 1931 рік — 286 людини, 48 будинків[2].